# مرحلة ما قبل الولادة
تبدأ هذة المرحلة بألتقاء الحيوان المنوي للذكر ببويضة الأنثى، وتستغرق هذة المرحلة 280 يوما وهي تنقسم لثلاث مراحل أساسية 
- مرحلة النطفة: وهي المرحلة التي يتم فيها الإخصاب أي عندما تتحد خلية جنسية من الأب من خلال الحيوان المنوي بخلية جنسية من الأم من خلال البويضة
- مرحلة المضغة: وهي تعتبر مرحلة التكوين الجنيني ويتم خلالها انقسام الخلايا لتحديد الملامح الأساسية لجسم الوليد
- مرحلة الخلق: وهي مرحلة أكتمال الجنين بشكل كامل

وتعد هذه المرحلة من أهم مراحل النمو أي مرحلة ماقبل الميلاد فأي مؤثرات تحدث للجنين خلال هذه المرحلة تؤثر على ما بعدها من مراحل
ويخطئ من يسمي هذه المرحلة بالمرحلة الجنينيه حيث ان مرحلة الجميميو هي جزء من مرحلة ماقبل الميلاد